# Temporada 2019 del Campeonato Mundial de Supersport 300
La Temporada 2019 del Campeonato Mundial de Supersport 300 fue la tercera temporada del Campeonato Mundial de Supersport 300. La temporada tuvo diez carreras, que se llevaron a cabo en las ocho rondas europeas de la Temporada 2019 del Campeonato Mundial de Superbikes y una fecha final en Catar. La temporada comenzó el 7 de abril en el MotorLand Aragón en España y terminó el 26 de octubre en el Circuito Internacional de Losail.
El español Manuel González se consagró como el nuevo campeón del mundo, consiguió el título en la penúltima fecha en Circuito de Nevers Magny-Cours. Su equipo el Kawasaki ParkinGO Team se llevó el título de equipos y Kawasaki se llevó el título de constructores por segundo año consecutivo.

## Calendario y resultados
| Calendario 2019 | Calendario 2019 | Calendario 2019                       | Calendario 2019  | Calendario 2019 | Calendario 2019                          | Calendario 2019                          | Calendario 2019                          |
| Rnd             | País            | Circuito                              | Fecha            | Pole position   | Vuelta rápida                            | Piloto ganador                           | Equipo ganador                           |
| --------------- | --------------- | ------------------------------------- | ---------------- | --------------- | ---------------------------------------- | ---------------------------------------- | ---------------------------------------- |
| 1               | España          | Motorland Aragón                      | 7 de abril       | Manuel González | Ana Carrasco                             | Manuel González                          | Kawasaki ParkinGO Team                   |
| 2               | Países Bajos    | TT Circuit Assen                      | 14 de abril      | Galang Hendra   | Omar Bonoli                              | Manuel González                          | Kawasaki ParkinGO Team                   |
| 3               | Italia          | Autodromo Enzo e Dino Ferrari         | 12 de mayo       | Mika Pérez      | Carrera cancelada por lluvia torrencial. | Carrera cancelada por lluvia torrencial. | Carrera cancelada por lluvia torrencial. |
| 4               | España          | Circuito de Jerez                     | 8 de junio       | Victor Steeman  | Galang Hendra                            | Marc Garcia                              | DS Júnior Team                           |
| 4               | España          | Circuito de Jerez                     | 9 de junio       | Victor Steeman  | Koen Meuffels                            | Manuel González                          | Kawasaki ParkinGO Team                   |
| 5               | Italia          | Misano World Circuit Marco Simoncelli | 23 de junio      | Manuel González | Galang Hendra                            | Ana Carrasco                             | Kawasaki Provec WorldSSP300              |
| 6               | Reino Unido     | Donington Park                        | 7 de julio       | Ton Kawakami    | Andy Verdoïa                             | Kevin Sabatucci                          | Team Trasimeno                           |
| 7               | Portugal        | Algarve International Circuit         | 8 de septiembre  | Manuel González | Manuel González                          | Scott Deroue                             | Kawasaki MOTOPORT                        |
| 8               | Francia         | Circuit de Nevers Magny-Cours         | 29 de septiembre | Scott Deroue    | Scott Deroue                             | Ana Carrasco                             | Kawasaki Provec WorldSSP300              |
| 9               | Catar           | Losail International Circuit          | 26 de octubre    | Ana Carrasco    | Ana Carrasco                             | Scott Deroue                             | Kawasaki MOTOPORT                        |

## Equipos y pilotos
| Parrilla 2019                            | Parrilla 2019 | Parrilla 2019      | Parrilla 2019 | Parrilla 2019            | Parrilla 2019 |
| Equipo                                   | Constructor   | Moto               | No.           | Piloto                   | Rondas        |
| ---------------------------------------- | ------------- | ------------------ | ------------- | ------------------------ | ------------- |
| Kawasaki Provec WorldSSP300              | Kawasaki      | Kawasaki Ninja 400 | 1             | Ana Carrasco             | 1–6           |
| A.S.D. Team Runner Bike                  | KTM           | KTM RC 390 R       | 2             | Lee Doti                 | 3             |
| Team MHP Racing–Patrick Pons             | Yamaha        | Yamaha YZF-R3      | 3             | Mateo Pedenau            | 1–6           |
| Team MHP Racing–Patrick Pons             | Yamaha        | Yamaha YZF-R3      | 12            | Romain Dore              | 1–6           |
| Team MHP Racing–Patrick Pons             | Yamaha        | Yamaha YZF-R3      | 14            | Enzo De La Vega          | 4–6           |
| Team MHP Racing–Patrick Pons             | Yamaha        | Yamaha YZF-R3      | 33            | Kyrian Hartmann          | 1–6           |
| 2R Racing Team                           | Kawasaki      | Kawasaki Ninja 400 | 4             | Emanuele Vocino          | 3             |
| 2R Racing Team                           | Kawasaki      | Kawasaki Ninja 400 | 9             | Steffie Naud             | 6             |
| 2R Racing Team                           | Kawasaki      | Kawasaki Ninja 400 | 11            | Kevin Arduini            | 1–5           |
| 2R Racing Team                           | Kawasaki      | Kawasaki Ninja 400 | 57            | Livio Loi                | 6             |
| 2R Racing Team                           | Kawasaki      | Kawasaki Ninja 400 | 82            | Jack Hyde                | 1–5           |
| GRADARA Corse                            | Yamaha        | Yamaha YZF-R3      | 4             | Emanuele Vocino          | 5             |
| DEZA – BOX 77 Racing                     | Kawasaki      | Kawasaki Ninja 400 | 5             | Guillem Erill            | 1, 4          |
| DEZA – BOX 77 Racing                     | Kawasaki      | Kawasaki Ninja 400 | 73            | Alejandro Carrión        | 4             |
| Kawasaki MOTOPORT                        | Kawasaki      | Kawasaki Ninja 400 | 6             | Robert Schotman          | 1–6           |
| Kawasaki MOTOPORT                        | Kawasaki      | Kawasaki Ninja 400 | 95            | Scott Deroue             | 1–6           |
| BCD Yamaha MS Racing                     | Yamaha        | Yamaha YZF-R3      | 7             | Ton Kawakami             | 1–6           |
| BCD Yamaha MS Racing                     | Yamaha        | Yamaha YZF-R3      | 10            | Unai Orrade              | 4             |
| BCD Yamaha MS Racing                     | Yamaha        | Yamaha YZF-R3      | 25            | Andy Verdoïa             | 1–6           |
| BCD Yamaha MS Racing                     | Yamaha        | Yamaha YZF-R3      | 36            | Beatriz Neila            | 1–6           |
| BCD Yamaha MS Racing                     | Yamaha        | Yamaha YZF-R3      | 47            | Ferran Hernandez Moyano  | 1–6           |
| Scuderia Maranga Racing                  | Kawasaki      | Kawasaki Ninja 400 | 8             | Mika Perez               | 1–6           |
| Scuderia Maranga Racing                  | Kawasaki      | Kawasaki Ninja 400 | 21            | Borja Sanchez            | 1–6           |
| Flembbo Leader Team                      | Kawasaki      | Kawasaki Ninja 400 | 9             | Steffie Naud             | 1–5           |
| Flembbo Leader Team                      | Kawasaki      | Kawasaki Ninja 400 | 14            | Enzo De La Vega          | 1–3           |
| Flembbo Leader Team                      | Kawasaki      | Kawasaki Ninja 400 | 46            | Samuel De Sora           | 4–6           |
| Flembbo Leader Team                      | Kawasaki      | Kawasaki Ninja 400 | 94            | Eunan McGlinchey         | 6             |
| Nutec – RT Motorsports by SKM – Kawasaki | Kawasaki      | Kawasaki Ninja 400 | 13            | Dino Iozzo               | 1–6           |
| Nutec – RT Motorsports by SKM – Kawasaki | Kawasaki      | Kawasaki Ninja 400 | 20            | Dorren Loureiro          | 1–6           |
| Nutec – RT Motorsports by SKM – Kawasaki | Kawasaki      | Kawasaki Ninja 400 | 22            | Nick Kalinin             | 1–6           |
| Prodina IRCOS Kawasaki                   | Kawasaki      | Kawasaki Ninja 400 | 15            | Manuel Bastianelli       | 1–6           |
| Prodina IRCOS Kawasaki                   | Kawasaki      | Kawasaki Ninja 400 | 78            | Joseph Foray             | 1–6           |
| Kawasaki GP Project                      | Kawasaki      | Kawasaki Ninja 400 | 16            | Marc Luna Bayen          | 1–6           |
| Kawasaki GP Project                      | Kawasaki      | Kawasaki Ninja 400 | 23            | Paolo Giacomini          | 3–6           |
| Kawasaki GP Project                      | Kawasaki      | Kawasaki Ninja 400 | 32            | Alexandra Pelikanova     | 1–6           |
| Kawasaki GP Project                      | Kawasaki      | Kawasaki Ninja 400 | 79            | Tomas Alonso             | 1–2           |
| Kawasaki GP Project                      | Kawasaki      | Kawasaki Ninja 400 | 88            | Bruno Ieraci             | 1–6           |
| Freudenberg KTM WorldSSP Team            | KTM           | KTM RC 390 R       | 17            | Koen Meuffels            | 1–6           |
| Freudenberg KTM WorldSSP Team            | KTM           | KTM RC 390 R       | 31            | Toni Erhard              | 5             |
| Freudenberg KTM WorldSSP Team            | KTM           | KTM RC 390 R       | 97            | Maximilian Kappler       | 1–6           |
| Kawasaki ParkinGO Team                   | Kawasaki      | Kawasaki Ninja 400 | 18            | Manuel Gonzalez          | 1–6           |
| Kawasaki ParkinGO Team                   | Kawasaki      | Kawasaki Ninja 400 | 27            | Filippo Rovelli          | 1–6           |
| Kawasaki ParkinGO Team                   | Kawasaki      | Kawasaki Ninja 400 | 71            | Tom Edwards              | 1–6           |
| Terra e Moto                             | Yamaha        | Yamaha YZF-R3      | 19            | Benjamin Tomas Molina    | 1–6           |
| Terra e Moto                             | Yamaha        | Yamaha YZF-R3      | 30            | Daniel Blin              | 1–5           |
| ProGP Racing                             | Yamaha        | Yamaha YZF-R3      | 24            | Matteo Berte             | 3, 5          |
| Team Trasimeno                           | Yamaha        | Yamaha YZF-R3      | 28            | Omar Bonoli              | 1–6           |
| Team Trasimeno                           | Yamaha        | Yamaha YZF-R3      | 35            | Finn De Bruin            | 1, 3–6        |
| Team Trasimeno                           | Yamaha        | Yamaha YZF-R3      | 64            | Hugo De Cancellis        | 1–6           |
| Team Trasimeno                           | Yamaha        | Yamaha YZF-R3      | 85            | Kevin Sabatucci          | 1–6           |
| Freudenberg KTM Júnior Team              | KTM           | KTM RC 390 R       | 41            | Jan-Ole Jahnig           | 1–6           |
| Freudenberg KTM Júnior Team              | KTM           | KTM RC 390 R       | 72            | Victor Steeman           | 1–6           |
| DS Júnior Team                           | Kawasaki      | Kawasaki Ninja 400 | 39            | José Luis Pérez González | 4–6           |
| DS Júnior Team                           | Kawasaki      | Kawasaki Ninja 400 | 42            | Marc Garcia              | 1–6           |
| DS Júnior Team                           | Kawasaki      | Kawasaki Ninja 400 | 61            | Yuta Okaya               | 1–6           |
| DS Júnior Team                           | Kawasaki      | Kawasaki Ninja 400 | 81            | Angel Heredia            | TBA           |
| DS Júnior Team                           | Kawasaki      | Kawasaki Ninja 400 | 84            | Kim Aloisi               | 1–6           |
| DS Júnior Team                           | Kawasaki      | Kawasaki Ninja 400 | 99            | Francisco Gómez          | 1–3           |
| Carl Cox – RT Motorsports by SKM         | Kawasaki      | Kawasaki Ninja 400 | 44            | Tom Bramich              | 1–6           |
| Prodina IRCOS Kawasaki                   | Kawasaki      | Kawasaki Ninja 400 | 48            | Thomas Brianti           | 5             |
| MTM Racing Team                          | Kawasaki      | Kawasaki Ninja 400 | 51            | Dennis Koopman           | 5             |
| MTM Racing Team                          | Kawasaki      | Kawasaki Ninja 400 | 66            | Dion Otten               | 1–4, 6        |
| MTM Racing Team                          | Kawasaki      | Kawasaki Ninja 400 | 69            | Jeffrey Buis             | 1–6           |
| ACCR Czech Talent Team – Willi Race      | Kawasaki      | Kawasaki Ninja 400 | 52            | Oliver König             | 1–6           |
| ACCR Czech Talent Team – Willi Race      | Kawasaki      | Kawasaki Ninja 400 | 77            | Vojtech Schwarz          | 1–6           |
| Turkish Puccetti Racing by TSM           | Kawasaki      | Kawasaki Ninja 400 | 54            | Bahattin Sofuoglu        | 1–6           |
| Turkish Puccetti Racing by TSM           | Kawasaki      | Kawasaki Ninja 400 | 56            | Marco Carusi             | 6             |
| Semakin Di Depan Biblion Motoxracing     | Yamaha        | Yamaha YZF-R3      | 55            | Galang Hendra Pratama    | 1–6           |
| Semakin Di Depan Biblion Motoxracing     | Yamaha        | Yamaha YZF-R3      | 65            | Jacopo Facco             | 1–6           |
| RM Racing                                | Kawasaki      | Kawasaki Ninja 400 | 56            | Nicola Bernabè           | 5             |
| Transmec KTM Racing Júnior Team          | KTM           | KTM RC 390R        | 58            | Trystan Finocchiaro      | 6             |
| AG Motorsport Italia Yamaha              | Yamaha        | Yamaha YZF-R3      | 60            | Gianluca Sconza          | 3             |
| AG Motorsport Italia Yamaha              | Yamaha        | Yamaha YZF-R3      | 91            | Giacomo Mora             | 3, 5          |
| Team XG Racing                           | Kawasaki      | Kawasaki Ninja 400 | 74            | Kade Verwey              | 6             |
| Team XG Racing                           | Kawasaki      | Kawasaki Ninja 400 | 76            | Luke Verwey              | 6             |
| TGP Racing                               | Honda         | Honda CBR500R      | 93            | Adrien Quinet            | 1–6           |

| Leyenda             | Leyenda |
| ------------------- | ------- |
| Piloto titular      |         |
| Piloto invitado     |         |
| Piloto de reemplazo |         |

- Todos los equipos usan neumáticos Pirelli.

## Resultados

### Campeonato de Pilotos
| Pos. | Piloto                   | Moto     | ARA | ASS | IMO | JER | JER | MIS | DON | POR | MAG | LOS | Pts. |
| ---- | ------------------------ | -------- | --- | --- | --- | --- | --- | --- | --- | --- | --- | --- | ---- |
| 1    | Manuel González          | Kawasaki | 1   | 1   | C   | 4   | 1   | 2   | DNS | 2   | 2   | 4   | 161  |
| 2    | Scott Deroue             | Kawasaki | 3   | 2   | C   | 2   | 23  | 7   | DNQ | 1   | 3   | 1   | 131  |
| 3    | Ana Carrasco             | Kawasaki | Ret | 8   | C   | 3   | 3   | 1   | 19  | 3   | 1   | 5   | 117  |
| 4    | Andy Verdoïa             | Yamaha   | 5   | 9   | C   | 5   | 27  | 3   | 2   | 5   | 4   | 8   | 97   |
| 5    | Victor Steeman           | KTM      | 6   | 10  | C   | 12  | 5   | 5   | 4   | 10  | 9   | Ret | 69   |
| 6    | Marc Garcia              | Kawasaki | 25  | 11  | C   | 1   | 2   | 23  | DNQ | 4   | 11  | Ret | 68   |
| 7    | Galang Hendra Pratama    | Yamaha   | Ret | 19  | C   | 6   | 4   | 4   | Ret | 8   | 5   | 7   | 64   |
| 8    | Jan-Ole Jahnig           | KTM      | 4   | 3   | C   | 7   | 6   | Ret | 5   | 14  | 21  | 17  | 61   |
| 9    | Hugo De Cancellis        | Yamaha   | 2   | 5   | C   | 8   | 8   | 29  | Ret | 19  | 16  | 9   | 54   |
| 10   | Nick Kalinin             | Kawasaki | 14  | 4   | DNQ | Ret | 16  | Ret | 3   | 6   | 10  | 15  | 48   |
| 11   | Bruno Ieraci             | Kawasaki | 8   | 7   | C   | Ret | 12  | Ret | Ret | Ret | 7   | 3   | 45   |
| 12   | Kevin Sabatucci          | Yamaha   | DNQ | DNQ | C   | 22  | 21  | 9   | 1   | 9   | 24  | 14  | 41   |
| 13   | Koen Meuffels            | KTM      | 9   | Ret | C   | 16  | Ret | Ret | 8   | Ret | Ret |     | 36   |
| 13   | Koen Meuffels            | Kawasaki |     |     |     |     |     |     |     |     |     | 2   | 36   |
| 14   | Jeffrey Buis             | Kawasaki | 16  | 13  | C   | 9   | 14  | 15  | 23  | Ret | 8   | 12  | 25   |
| 15   | Tom Edwards              | Kawasaki | 19  | Ret | C   | 15  | 9   | 24  | Ret | 11  | Ret | 6   | 24   |
| 16   | Omar Bonoli              | Yamaha   | 7   | 6   | C   | 11  | Ret | DNQ | Ret |     |     | Ret | 19   |
| 17   | Dion Otten               | Kawasaki | Ret | DNQ | C   | Ret | DNS |     | 6   | 17  | Ret | 10  | 16   |
| 18   | Maximilian Kappler       | KTM      | 10  | 15  | C   | Ret | 11  | 18  | Ret | 13  | 15  | Ret | 16   |
| 19   | Manuel Bastianelli       | Kawasaki | 26  | Ret | C   | Ret | 10  | 8   | Ret | Ret | 26  |     | 14   |
| 20   | Samuel Di Sora           | Kawasaki |     |     |     | DNQ | DNQ | 13  | 11  | 15  | 14  | 13  | 14   |
| 21   | Beatriz Neila            | Yamaha   | 20  | DNQ | C   | 21  | 13  | DNQ | 17  | 7   |     | 16  | 12   |
| 22   | Unai Orrade              | Yamaha   |     |     |     | 10  | Ret |     |     | 16  | 19  | 11  | 11   |
| 23   | Enzo De La Vega          | Kawasaki | Ret | Ret | C   |     |     |     |     |     |     |     | 11   |
| 23   | Enzo De La Vega          | Yamaha   |     |     |     | 14  | 15  | 11  | 14  | 18  | 29  |     | 11   |
| 24   | Livio Loi                | Kawasaki |     |     |     |     |     |     | 21  | 24  | 6   |     | 10   |
| 25   | Emanuele Vocino          | Kawasaki |     |     | C   |     |     | 6   |     |     |     |     | 10   |
| 26   | Mika Perez               | Kawasaki | 15  | 17  | C   | 17  | 7   | 17  | 20  | DNS | Ret |     | 10   |
| 27   | Dino Iozzo               | Kawasaki | 17  | Ret | C   | 18  | Ret | DNQ | 9   | Ret | 13  |     | 10   |
| 28   | Oliver König             | Kawasaki | DNQ | 21  | C   | DNQ | DNQ | 22  | 7   | 26  |     |     | 9    |
| 28   | Oliver König             | KTM      |     |     |     |     |     |     |     |     |     | Ret | 9    |
| 29   | Robert Schotman          | Kawasaki | 11  | 12  | C   | 19  | Ret | Ret | Ret |     |     |     | 9    |
| 30   | Mateo Pedenau            | Yamaha   | 12  | 22  | C   | 13  | Ret | 28  | DNQ | 27  | DNQ |     | 8    |
| 31   | Tom Bramich              | Kawasaki | 24  | Ret | DNQ | 26  | 24  | Ret | 10  | 28  | DNQ |     | 6    |
| 32   | Ferran Hernandez Moyano  | Yamaha   | Ret | 23  | C   | Ret | 26  | 10  | 16  |     |     |     | 6    |
| 33   | Ton Kawakami             | Yamaha   | 22  | Ret | C   | Ret | 19  | 16  | Ret | 22  | 12  |     | 4    |
| 34   | Joel Damon Kelso         | Kawasaki |     |     |     |     |     |     |     | 12  |     |     | 4    |
| 35   | José Luis Pérez González | Kawasaki |     |     |     | DNQ | DNQ | 25  | 12  | DNQ | Ret | Ret | 4    |
| 36   | Dorren Loureiro          | Kawasaki | Ret | 16  | C   | 20  | 17  | 12  | Ret |     |     |     | 4    |
| 37   | Paolo Giacomini          | Kawasaki |     |     | DNQ | DNQ | DNQ | DNQ | 13  | 23  | 20  | 19  | 3    |
| 38   | Filippo Rovelli          | Kawasaki | 13  | DNQ | C   | DNQ | DNQ | Ret | Ret | 25  | 17  | 18  | 3    |
| 39   | Borja Sanchez            | Kawasaki | DNQ | 18  | C   | 23  | Ret | 14  | Ret | 20  | 25  |     | 2    |
| 40   | Francisco Gómez          | Kawasaki | 21  | 14  | DNQ |     |     |     |     |     |     |     | 2    |
| 41   | Yuta Okaya               | Kawasaki | DNQ | DNQ | DNQ | 27  | 28  | 19  | 15  | DNQ | 22  | Ret | 1    |
| Pos. | Piloto                   | Moto     | ARA | ASS | IMO | JER | JER | MIS | DON | POR | MAG | LOS | Pts. |

| Color     | Resultado                                                               |
| --------- | ----------------------------------------------------------------------- |
| Oro       | Ganador                                                                 |
| Plata     | 2.ª plaza                                                               |
| Bronce    | 3.ª plaza                                                               |
| Verde     | Finalizó en los puntos                                                  |
| Azul      | Finalizó sin puntos                                                     |
| Azul      | NC - No clasificado                                                     |
| Violeta   | Ret - No terminó (Carrera)                                              |
| Rojo      | DNQ - No se clasificó                                                   |
| Negro     | DSQ - Descalificado                                                     |
| Blanco    | DNS - No empezó (carrera)                                               |
| Blanco    | WD - Retirado (fin de semana)                                           |
| Blanco    | C - Carrera cancelada                                                   |
| Sin color | DNP - Inscrito pero no participó                                        |
| Sin color | INJ - Lesionado                                                         |
| Sin color | EX - Excluido                                                           |
| Estado    | Resultado                                                               |
| Negrita   | Pole position                                                           |
| Cursiva   | Vuelta rápida                                                           |
| †         | Abandona, pero clasifica al completar el porcentaje requerido para ello |

### Campeonato de Constructores
| Pos. | Constructor | ARA | ASS | IMO | JER | JER | MIS | DON | POR | MAG | LOS | Pts. |
| ---- | ----------- | --- | --- | --- | --- | --- | --- | --- | --- | --- | --- | ---- |
| 1    | Kawasaki    | 1   | 1   | C   | 1   | 1   | 1   | 3   | 1   | 1   | 1   | 216  |
| 2    | Yamaha      | 2   | 5   | C   | 5   | 4   | 3   | 1   | 5   | 4   | 7   | 129  |
| 3    | KTM         | 4   | 3   | C   | 7   | 5   | 5   | 4   | 10  | 9   | 17  | 86   |
|      | Honda       | DNQ | DNQ | DNQ | DNQ | DNQ | DNQ | DNQ | 29  | DNQ |     | 0    |
| Pos. | Constructor | ARA | ASS | IMO | JER | JER | MIS | DON | POR | MAG | LOS | Pts. |